# Basawan

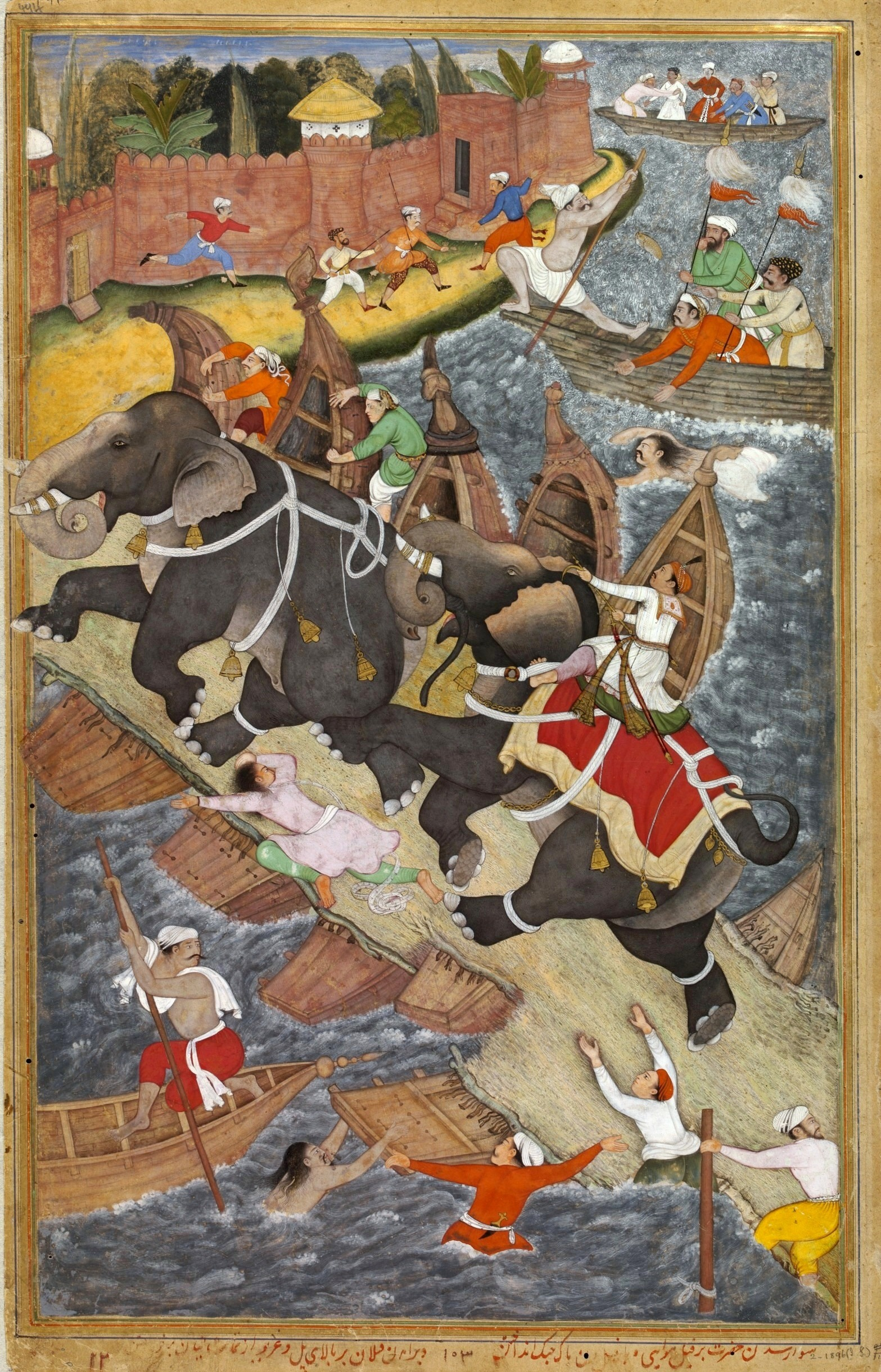
Basawan. Akbar doma el elefante loco Hawái. Composición de Basawan, coloreado de Chitra. (parte izquierda) Akbarnama, ca. 1590, Victoria and Albert Museum, Londres.

Basawan (también Basavan, Basavana, Baswan) fue un pintor mogol indio activo en la segunda mitad del siglo XVI. 

## Biografía
Provenía de una familia hindú. Fue alumno de Abd al-Samad, más tarde se convirtió en uno de los principales artistas en la corte de Akbar. Al fallecer el pintor Daswanth en 1585, se hizo cargo de la gestión del estudio imperial. Fue el padre del pintor en miniatura Manohar. Basawan ilustró manuscritos persas, pero también hojas sueltas. Sus primeros trabajos más importantes incluyen miniaturas del cuento persa Tutinama, también conocido como el "libro de loros". Su temática más frecuente es la naturaleza y se ve en él influencias del arte europeo por gráficos y grabados que llegaban a la India. Influyó también a artistas de la época.